# UFC Fight Night: Ladd vs. Dumont
UFC Fight Night: Ladd vs. Dumont（ユーエフシー・ファイトナイト：ラッド・バーサス・ドゥモン、別名UFC Fight Night 195、UFC on ESPN+ 53）は、アメリカ合衆国の総合格闘技団体「UFC」の大会の一つ。2021年10月16日、ネバダ州ラスベガスのUFC APEXで開催された。

## 大会概要
本大会はアスペン・ラッドとノルマ・ドゥモンの女子フェザー級戦が組まれた。

## 試合結果

### プレリミナリーカード
第1試合 女子ストロー級 5分3R
○  アリアネ・カルネロッシ vs.  イステラ・ヌネス ×
3R 2:57 リアネイキドチョーク
第2試合 バンタム級 5分3R
○  ダナー・バットゲレル vs.  ブランドン・デイビス ×
1R 2:01 TKO（スタンドパンチ連打）
第3試合 女子フライ級 5分3R
○  ルアナ・カロリーナ vs.  ルーピー・ゴディネス ×
3R終了 判定3-0（29-28、29-28、29-28）
第4試合 ウェルター級 5分3R
○  ダニー・ロバーツ vs.  ラマザン・エミーフ ×
3R終了 判定2-1（29-28、28-29、30-27）
第5試合 ミドル級 5分3R
○  ブルーノ・シウバ vs.  アンドリュー・サンチェス ×
3R 2:35 TKO（スタンドパンチ連打）

### メインカード
第6試合 フェザー級 5分3R
○  ネイト・ランドワー vs.  ルドビト・クライン ×
3R 2:22 アナコンダチョーク
第7試合 女子フライ級 5分3R
○  マノン・フィオロ vs.  マイラ・ブエノ・シウバ ×
3R終了 判定3-0（30-26、30-27、30-27）
第8試合 ライト級 5分3R
○  ジム・ミラー vs.  エリック・ゴンザレス ×
2R 0:14 KO（左ストレート→パウンド）
第9試合 ヘビー級 5分3R
○  アンドレイ・アルロフスキー vs.  カルロス・フェリペ ×
5R終了 判定3-0（29-28、29-28、29-28）
第10試合 女子フェザー級 5分5R
○  ノルマ・ドゥモン vs.  アスペン・ラッド ×
5R終了 判定3-0（49-46、49-46、48-47）

### 各賞
ファイト・オブ・ザ・ナイト：該当無し
パフォーマンス・オブ・ザ・ナイト：ジム・ミラー、ネイト・ランドワー、ブルーノ・シウバ、ダナー・バットゲレル
各選手にはボーナスとして5万ドルが授与された。

### カード変更
負傷などによるカードの変更は以下の通り。